# Xã Sni-A-Bar, Quận Lafayette, Missouri
Xã Sni-A-Bar (tiếng Anh: Sni-A-Bar Township) là một xã thuộc quận Lafayette, tiểu bang Missouri, Hoa Kỳ. Năm 2010, dân số của xã này là 7.467 người.